# Tour de France 2019 – 20. etap
20. etap kolarskiego wyścigu Tour de France 2019 odbył się 27 lipca na trasie liczącej 59,5 km. Start etapu miał miejsce w Albertville, a meta w Val Thorens.
Z powodu obsunięć ziemi i spodziewanych złych warunków pogodowych etap został skrócony ze 130 do 59 km (pominięto pierwszą część etapu z podjazdami Cormet del Roselend i Cote de Longefoy).

## Klasyfikacja etapu
| \| Klasyfikacja etapu \| Klasyfikacja etapu \| Klasyfikacja etapu \| Klasyfikacja etapu \| Klasyfikacja etapu \| \| Kolarz \| Kolarz \| Państwo \| Drużyna \| Czas \| \| ------------------ \| ------------------ \| ------------------ \| ------------------ \| ------------------ \| \| 1. \| Vincenzo Nibali \| Włochy \| Bahrain-Merida \| 1h 51' 53" \| \| 2. \| Alejandro Valverde \| Hiszpania \| Movistar Team \| + 10" \| \| 3. \| Mikel Landa \| Hiszpania \| Movistar Team \| + 14" \| \| 4. \| Egan Bernal \| Kolumbia \| Team Ineos \| + 17" \| \| 5. \| Geraint Thomas \| Wielka Brytania \| Team Ineos \| + 17" \| \| 6. \| Rigoberto Urán \| Kolumbia \| EF Education First \| + 23" \| \| 7. \| Emanuel Buchmann \| Niemcy \| Bora-Hansgrohe \| + 23" \| \| 8. \| Steven Kruijswijk \| Holandia \| Team Jumbo-Visma \| + 25" \| \| 9. \| Wout Poels \| Holandia \| Team Ineos \| + 30" \| \| 10. \| Nairo Quintana \| Kolumbia \| Movistar Team \| + 30" \| |                    |                 |                    |            |
| |                    |                 |                    |            |
| Źródło: ProCyclingStats |                    |                 |                    |            |
| Klasyfikacja etapu |                    |                 |                    |            |
| Kolarz | Kolarz             | Państwo         | Drużyna            | Czas       |
| 1. | Vincenzo Nibali    | Włochy          | Bahrain-Merida     | 1h 51' 53" |
| 2. | Alejandro Valverde | Hiszpania       | Movistar Team      | + 10"      |
| 3. | Mikel Landa        | Hiszpania       | Movistar Team      | + 14"      |
| 4. | Egan Bernal        | Kolumbia        | Team Ineos         | + 17"      |
| 5. | Geraint Thomas     | Wielka Brytania | Team Ineos         | + 17"      |
| 6. | Rigoberto Urán     | Kolumbia        | EF Education First | + 23"      |
| 7. | Emanuel Buchmann   | Niemcy          | Bora-Hansgrohe     | + 23"      |
| 8. | Steven Kruijswijk  | Holandia        | Team Jumbo-Visma   | + 25"      |
| 9. | Wout Poels         | Holandia        | Team Ineos         | + 30"      |
| 10. | Nairo Quintana     | Kolumbia        | Movistar Team      | + 30"      |

## Klasyfikacje po etapie

### Klasyfikacja generalna(Maillot Jaune)
| \| Klasyfikacja generalna \| Klasyfikacja generalna \| Klasyfikacja generalna \| Klasyfikacja generalna \| Klasyfikacja generalna \| \| Kolarz \| Kolarz \| Państwo \| Drużyna \| Czas \| \| ---------------------- \| ---------------------- \| ---------------------- \| ---------------------- \| ---------------------- \| \| 1. \| Egan Bernal \| Kolumbia \| Team Ineos \| 79h 52' 52" \| \| 2. \| Geraint Thomas \| Wielka Brytania \| Team Ineos \| + 1' 11" \| \| 3. \| Steven Kruijswijk \| Holandia \| Team Jumbo-Visma \| + 1' 31" \| \| 4. \| Emanuel Buchmann \| Niemcy \| Bora-Hansgrohe \| + 1' 56" \| \| 5. \| Julian Alaphilippe \| Francja \| Deceuninck-Quick Step \| + 3' 45" \| \| 6. \| Mikel Landa \| Hiszpania \| Movistar Team \| + 4' 23" \| \| 7. \| Rigoberto Urán \| Kolumbia \| EF Education First \| + 5' 15" \| \| 8. \| Nairo Quintana \| Kolumbia \| Movistar Team \| + 5' 30" \| \| 9. \| Alejandro Valverde \| Hiszpania \| Movistar Team \| + 6' 12" \| \| 10. \| Warren Barguil \| Francja \| Arkéa-Samsic \| + 7' 32" \| |                    |                 |                       |             |
| |                    |                 |                       |             |
| Źródło: ProCyclingStats |                    |                 |                       |             |
| Klasyfikacja generalna |                    |                 |                       |             |
| Kolarz | Kolarz             | Państwo         | Drużyna               | Czas        |
| 1. | Egan Bernal        | Kolumbia        | Team Ineos            | 79h 52' 52" |
| 2. | Geraint Thomas     | Wielka Brytania | Team Ineos            | + 1' 11"    |
| 3. | Steven Kruijswijk  | Holandia        | Team Jumbo-Visma      | + 1' 31"    |
| 4. | Emanuel Buchmann   | Niemcy          | Bora-Hansgrohe        | + 1' 56"    |
| 5. | Julian Alaphilippe | Francja         | Deceuninck-Quick Step | + 3' 45"    |
| 6. | Mikel Landa        | Hiszpania       | Movistar Team         | + 4' 23"    |
| 7. | Rigoberto Urán     | Kolumbia        | EF Education First    | + 5' 15"    |
| 8. | Nairo Quintana     | Kolumbia        | Movistar Team         | + 5' 30"    |
| 9. | Alejandro Valverde | Hiszpania       | Movistar Team         | + 6' 12"    |
| 10. | Warren Barguil     | Francja         | Arkéa-Samsic          | + 7' 32"    |

### Klasyfikacja punktowa(Maillot Vert)
| Klasyfikacja punktowa | Klasyfikacja punktowa | Klasyfikacja punktowa | Klasyfikacja punktowa | Klasyfikacja punktowa |
| Kolarz                | Kolarz                | Państwo               | Drużyna               | Punkty                |
| --------------------- | --------------------- | --------------------- | --------------------- | --------------------- |
| 1.                    | Peter Sagan           | Słowacja              | Bora-Hansgrohe        | 309 pkt               |
| 2.                    | Elia Viviani          | Włochy                | Deceuninck-Quick Step | 224 pkt               |
| 3.                    | Sonny Colbrelli       | Włochy                | Bahrain-Merida        | 203 pkt               |
| 4.                    | Michael Matthews      | Australia             | Team Sunweb           | 201 pkt               |
| 5.                    | Caleb Ewan            | Australia             | Lotto-Soudal          | 198 pkt               |
| 6.                    | Matteo Trentin        | Włochy                | Mitchelton-Scott      | 180 pkt               |
| 7.                    | Jasper Stuyven        | Belgia                | Trek-Segafredo        | 157 pkt               |
| 8.                    | Greg Van Avermaet     | Belgia                | CCC Team              | 149 pkt               |
| 9.                    | Julian Alaphilippe    | Francja               | Deceuninck-Quick Step | 119 pkt               |
| 10.                   | Dylan Groenewegen     | Holandia              | Team Jumbo-Visma      | 116 pkt               |

### Klasyfikacja górska(Maillot à Pois Rouges)
| Klasyfikacja górska | Klasyfikacja górska | Klasyfikacja górska | Klasyfikacja górska | Klasyfikacja górska |
| Kolarz              | Kolarz              | Państwo             | Drużyna             | Punkty              |
| ------------------- | ------------------- | ------------------- | ------------------- | ------------------- |
| 1.                  | Romain Bardet       | Francja             | AG2R La Mondiale    | 86 pkt              |
| 2.                  | Egan Bernal         | Kolumbia            | Team Ineos          | 78 pkt              |
| 3.                  | Tim Wellens         | Belgia              | Lotto-Soudal        | 74 pkt              |
| 4.                  | Damiano Caruso      | Włochy              | Bahrain-Merida      | 67 pkt              |
| 5.                  | Vincenzo Nibali     | Włochy              | Bahrain-Merida      | 59 pkt              |
| 6.                  | Simon Yates         | Wielka Brytania     | Mitchelton-Scott    | 59 pkt              |
| 7.                  | Nairo Quintana      | Kolumbia            | Movistar Team       | 58 pkt              |
| 8.                  | Aleksiej Łucenko    | Kazachstan          | Astana              | 45 pkt              |
| 9.                  | Steven Kruijswijk   | Holandia            | Team Jumbo-Visma    | 44 pkt              |
| 10.                 | Mikel Landa         | Hiszpania           | Movistar Team       | 42 pkt              |

### Klasyfikacja młodzieżowa(Maillot Blanc)
| Klasyfikacja młodzieżowa | Klasyfikacja młodzieżowa | Klasyfikacja młodzieżowa | Klasyfikacja młodzieżowa | Klasyfikacja młodzieżowa |
| Kolarz                   | Kolarz                   | Państwo                  | Drużyna                  | Czas                     |
| ------------------------ | ------------------------ | ------------------------ | ------------------------ | ------------------------ |
| 1.                       | Egan Bernal              | Kolumbia                 | Team Ineos               | 79h 52' 52"              |
| 2.                       | David Gaudu              | Francja                  | Groupama-FDJ             | + 23' 29"                |
| 3.                       | Enric Mas                | Hiszpania                | Deceuninck-Quick Step    | + 57' 35"                |
| 4.                       | Laurens De Plus          | Belgia                   | Team Jumbo-Visma         | + 1' 03"                 |
| 5.                       | Gregor Mühlberger        | Austria                  | Bora-Hansgrohe           | + 1h 04' 40"             |
| 6.                       | Giulio Ciccone           | Włochy                   | Trek-Segafredo           | + 1h 20' 20"             |
| 7.                       | Lennard Kämna            | Niemcy                   | Team Sunweb              | + 1h 38' 12"             |
| 8.                       | Tiesj Benoot             | Belgia                   | Lotto-Soudal             | + 2h 06' 59"             |
| 9.                       | Nils Politt              | Niemcy                   | Katusha-Alpecin          | + 2h 13' 37"             |
| 10.                      | Élie Gesbert             | Francja                  | Arkéa-Samsic             | + 2h 32' 33"             |

### Klasyfikacja drużynowa(Classement par Équipe)
| Klasyfikacja drużynowa | Klasyfikacja drużynowa | Klasyfikacja drużynowa       | Klasyfikacja drużynowa |
| Drużyna                | Drużyna                | Państwo                      | Czas                   |
| ---------------------- | ---------------------- | ---------------------------- | ---------------------- |
| 1.                     | Movistar Team          | Hiszpania                    | 239h 45' 51"           |
| 2.                     | Trek-Segafredo         | Stany Zjednoczone            | + 47' 54"              |
| 3.                     | Ineos                  | Wielka Brytania              | + 57' 52"              |
| 4.                     | EF Education First     | Stany Zjednoczone            | + 1h 25' 57"           |
| 5.                     | Bora-hansgrohe         | Niemcy                       | + 1h 29' 30"           |
| 6.                     | Groupama-FDJ           | Francja                      | + 1h 42' 29"           |
| 7.                     | Team Jumbo-Visma       | Holandia                     | + 1h 52' 55"           |
| 8.                     | AG2R La Mondiale       | Francja                      | + 2h 07' 29"           |
| 9.                     | UAE Team Emirates      | Zjednoczone Emiraty Arabskie | + 2h 09' 35"           |
| 10.                    | Astana                 | Kazachstan                   | + 2h 27' 17"           |